# Svadba (1959.)
Svadba je hrvatska televizijska drama iz 1959. godine, u režiji Ante Viculina prema scenariju koji je napisao Ivo Štivičić. Radi se o televiziskoj adaptaciji istoimenog romana crnogorskog književnika Mihaila Lalića.
Premijerno je prikazana 2. prosinca 1959. na Televiziji Zagreb.

## Radnja
Radnja je smještena u vrijeme Drugog svjetskog rata u Kolašinu, gdje se odvija politička i ideološka borba partizanskog pokreta i naroda protiv četničke represije i okupatora. Drama pokušava prikazati unutarnju preobrazbu pojedinaca, osobito pjesnički obojen lik revolucionara kakav je u romanu Tadija Čemerkić. Međutim, televizijska adaptacija nije uspjela prenijeti dublju idejnu i emocionalnu strukturu izvornika.

## Glumačka postava
- Franjo Fruk
- Ivan Šubić kao Tadija
- Adam Vedernjak
- Ivo Fici
- Pavle Bogdanović

## Kritike
Drama je bila predmet kritike zbog svoje nedovoljno uspješne adaptacije romana za televizijski medij. U članku objavljenom u »Večernjem listu« 11. prosinca 1959. istaknuto je da se drama pokazala kao »blijeda i beskrvna ilustracija toga djela«. Ambijent je pohvaljen, kao i trud glumaca, ali su dijalozi, koji su uglavnom preuzeti iz romana, ocijenjeni kao »uski i nepogodni za televizijsku formu«. Likovi su opisani kao »nepotpuni i nedovoljno objašnjeni«, a pokušaji scenarista da kroz monologe prenese unutarnja zbivanja likova ocijenjeni su kao »teški i monotoni za ekran«.
Zaključeno je da ni »solidna režija ni uglavnom dobra gluma nisu mogli pomoći ovakvom scenariju«, te da se radi o promašenom pokušaju prilagodbe romana televizijskom formatu.

## Vanjske poveznice
- Svadba u internetskoj bazi filmova IMDb-a